# EB-Team

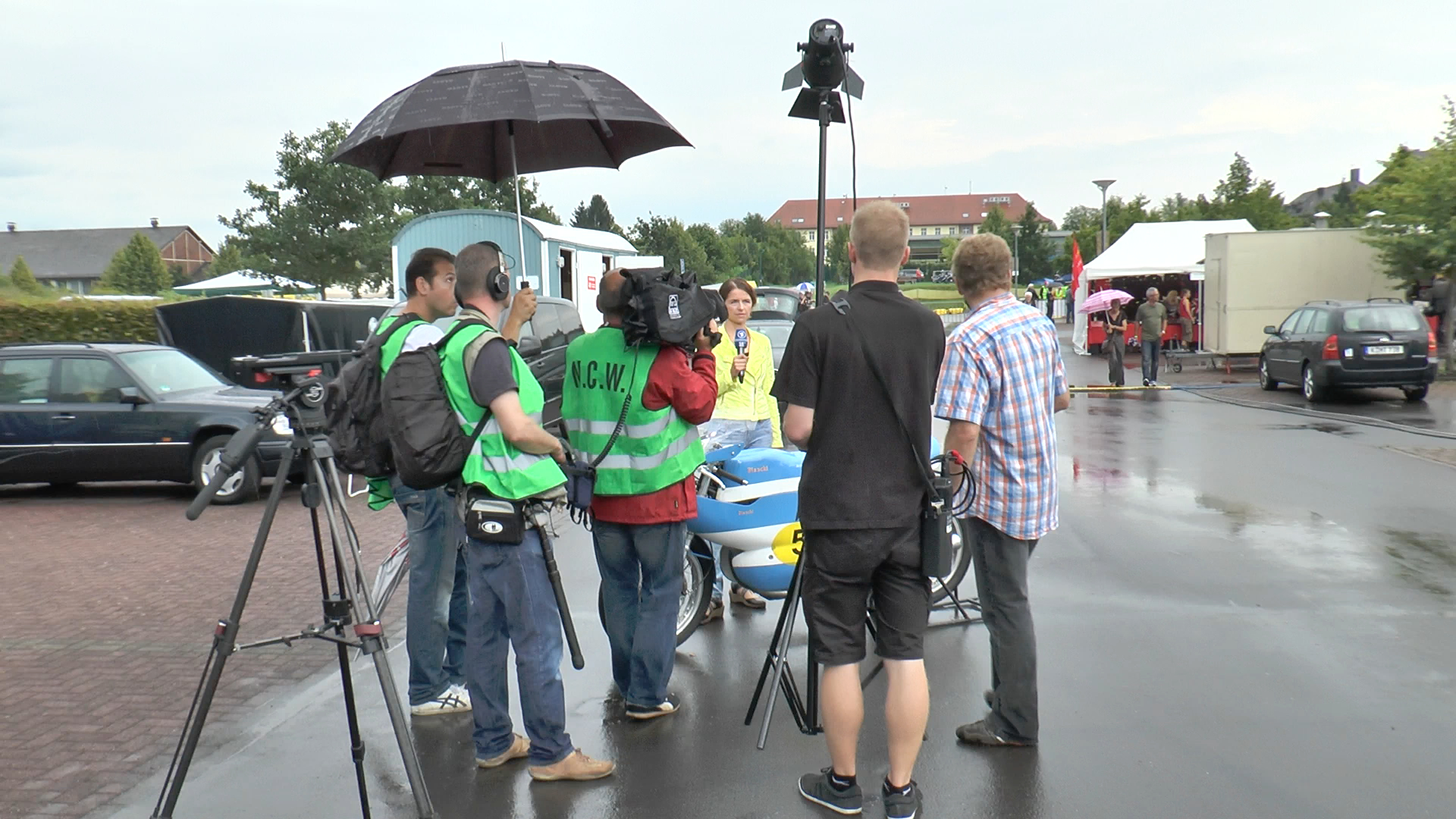
EB-Team des SR Fernsehens im Wendelinuspark. V.l.: EB-Techniker, Toningenieur, Kameramann, Moderatorin, Beleuchter, Redakteur.

Als EB-Team wird ein Team bezeichnet, das in der aktuellen elektronischen Berichterstattung (EB) tätig ist. EB-Teams kommen in allen Bereichen der Fernsehproduktion zum Einsatz, wie Nachrichten, Magazinbeiträge, Features, Dokumentationen und Reportagen.

## Arbeitsweise
Das EB-Team besteht aktuell meist aus zwei Personen, dem EB-Kameramann und dem EB-Techniker (auch EB-Assistent genannt). In früherer Zeit war auch ein separater Ton-Techniker Mitglied des Teams. Bei umfangreichen Dreharbeiten werden Beleuchter oder weitere Assistenten hinzugezogen. Ein EB-Team arbeitet mit einem Redakteur oder einem Journalisten zusammen. Der Redakteur oder Journalist bespricht mit dem Kameramann die inhaltlichen redaktionell gewünschten Aussagen.
Der Kameramann trägt in der Regel die Verantwortung für das Team und verteilt die Aufgaben. Seine Kernkompetenz liegt in der Motivauswahl und der Gestaltung des Bildes. Der EB-Techniker (z. B. Mediengestalter Bild/Ton) ist für die Tonaufnahmen, Kameraassistenz, die Aufnahme-Medien und die Betreuung der Ausrüstung (Equipment) zuständig.
Die Grundausrüstung besteht aus einem tragbaren elektronischen oder digitalen Kamerarecorder mit Stativ und verschiedenen Mikrofonen (Ansteck-Mikrofone, Tonangel). Des Weiteren kann das Equipment durch Beleuchtungs- und Ton-Aufnahmegeräte ergänzt werden. Alle Geräte sind speziell auf den mobilen und rauen Außeneinsatz abgestimmt. Das Equipment wird je nach Einsatz um zusätzliche Scheinwerfer, Mikrofone oder einen Vorschaumonitor erweitert.

## Geschichte
Der Begriff EB-Team stammt aus den Anfängen der elektronischen Berichterstattung (80er Jahre), hier wurde unterschieden zwischen dem Celluloid-Filmmaterial und dem elektronischen Aufzeichnungsverfahren (MAZ). Bei diesem Verfahren musste nicht mehr das Filmmaterial aufwendig entwickelt und kopiert werden, sondern konnte gleich geschnitten und gesendet werden.